# الدیا دل کانو
الدیا دل کانو (به اسپانیایی: Aldea del Cano) یک شهرستان در اسپانیا است که در استان کاسرس واقع شده‌است.